# Landtagswahlkreis Märkischer Kreis III
Der Landtagswahlkreis Märkischer Kreis III ist ein Landtagswahlkreis in Nordrhein-Westfalen. Er umfasst die Gemeinden Halver, Herscheid, Kierspe, Lüdenscheid, Meinerzhagen und Schalksmühle im Märkischen Kreis.
Von 1980 bis 2000 umfasste Märkischer Kreis III noch Iserlohn und Nachrodt-Wiblingwerde, welche heute zu Märkischer Kreis I gehören. Halver, Kierspe, Lüdenscheid und Schalksmühle bildeten den Wahlkreis Märkischer Kreis II, Herscheid und Meinerzhagen gehörten zu Märkischer Kreis I.

## 2022
Wahlberechtigt waren 101.032 Einwohner. Die Wahlbeteiligung lag bei 48,6 %.
| Direktkandidat   | Partei   | Erststimmen in % | Zweitstimmen in % |
| ---------------- | -------- | ---------------- | ----------------- |
| Gordan Dudas     | SPD      | 35,6             | 28,8              |
| Ralf Schwarzkopf | CDU      | 36,1             | 36,5              |
| Julia Decker     | GRÜNE    | 10,7             | 12,8              |
| Angela Freimuth  | FDP      | 6,5              | 6,4               |
| Otto Ersching    | Linke    | 2,4              | 1,7               |
| Horst Karpinsky  | AfD      | 6,5              | 7,3               |
|                  | Sonstige | 1,4              | 6,4               |

## 2017
Wahlberechtigt waren 104.290 Einwohner.
| Direktkandidat            | Partei  | Erststimmen in % | Zweitstimmen in % |
| ------------------------- | ------- | ---------------- | ----------------- |
| Gordan Dudas              | SPD     | 38,6             | 33,4              |
| Ralf Schwarzkopf          | CDU     | 36,5             | 32,8              |
| Angelika Schwab           | GRÜNE   | 2,8              | 4,4               |
| Angela Freimuth           | FDP     | 9,0              | 12,4              |
| Jonas Pöhler              | Piraten | 1,1              | 0,7               |
| Michael Thomas-Lienkämper | Linke   | 4,2              | 4,2               |
| Frank Neppe               | AfD     | 6,8              | 8,2               |
|                           | Übrige  | 1,0              | 3,9               |

Neben dem Wahlkreisabgeordneten Gordan Dudas von der SPD, der das Mandat seit 2010 innehat, wurden auch Angela Freimuth (FDP, MdL seit 2000) und Frank Neppe (AfD) in den Landtag gewählt. Beide zogen über den Landeslistenplatz drei ihrer Partei in das Landesparlament ein.

## 2012
Wahlberechtigt waren 107.715 Einwohner.
| Direktkandidat            | Partei  | Erststimmen in % | Zweitstimmen in % |
| ------------------------- | ------- | ---------------- | ----------------- |
| Gordan Dudas              | SPD     | 45,6             | 41,7              |
| Oliver Fröhling           | CDU     | 32,1             | 26,5              |
| Michael Meyer             | Piraten | 8,2              | 8,0               |
| Geza Lang                 | GRÜNE   | 6,2              | 8,5               |
| Angela Freimuth           | FDP     | 5,4              | 8,2               |
| Michael Thomas-Lienkämper | Linke   | 2,5              | 2,4               |

## 2010
In den Landtag ist Gordan Dudas direkt gewählt worden. Über die Landesliste der Parteien ist außerdem Angela Freimuth in den Landtag gewählt worden. Wahlberechtigt waren 108.827 Einwohner.
| Direktkandidat           | Partei  | Erststimmen in % |
| ------------------------ | ------- | ---------------- |
| Gordan Dudas             | SPD     | 40,4             |
| Bernd Schulte            | CDU     | 37,9             |
| Angela Freimuth          | FDP     | 6,9              |
| Geza Lang                | GRÜNE   | 7,7              |
| Carl-Wilhelm Hasso Simon | Rentner | 2,0              |
| Yasin Kut                | Linke   | 5,0              |

## 2005
Wahlberechtigt waren 110.886 Einwohner.
| Direktkandidat  | Partei | Stimmen in % |
| --------------- | ------ | ------------ |
| Gerd Wirth      | SPD    | 36,0         |
| Bernd Schulte   | CDU    | 45,0         |
| Angela Freimuth | FDP    | 8,0          |
| Hermann Reyher  | GRÜNE  | 4,8          |
| Wolfgang Jakob  | REP    | 1,0          |
| Danie Meier     | PDS    | 0,7          |
| Stephan Haase   | NPD    | 1,5          |
| Matthias Gregor | ödp    | 0,4          |
| Wilfried Bleh   | WASG   | 2,6          |